# المدرسة الوطنية العليا للعمارة في تولوز
المدرسة الوطنية العليا للعمارة في تولوز  (بالفرنسية: École Nationale Supérieur d'Architecture de Toulouse – ENSA Toulouse) هي مدرسة فرنسية للهندسة المعمارية، وهي جزء من جامعة تولوز .

## وصلات خارجية
- الموقع الرسمي